# Helena Syrkusowa
Helena Syrkusowa, ou Helena Syrkus, nos países de língua não eslava, Helena Niemirowska quando era solteira e nascida Helena Eliasberg (Varsóvia, 14 de maio de 1900 - Varsóvia, 19 de novembro de 1982), foi uma arquitecta e professora universitária polaca de origem judia. 
Destacou-se por sua participação na vanguarda arquitectónica do período entreguerras, como co-fundadora do grupo Praesens em 1925, e por sua participação nos CIAM, nos quais foi vice-presidente entre 1945 e 1954. Como arquitecta, foi co-autora, juntamente com o seu marido Szymon Syrkus, de numerosos edifícios de moradia social em Varsóvia.